# Ферзан Йозпетек
Ферзан Йозпетек (на турски: Ferzan Özpetek) е турски сценарист, режисьор и писател. Има и италианско гражданство. 

## Биография и творчество
Ферзан Йозпетек е роден на 3 февруари 1959 г. в Истанбул, Турция. Докато е студент през 1976 г. решава да се премести в Италия, за да изучава историята на киното в университета „Ла Сапиенца“ в Рим. Завършва академията „Навона“, където посещава уроци по история на изкуството и костюми. Посещава и курсове за режисура в Националната академия за драматични изкуства „Силвио Д'Амико“.
Режисьорският му дебют е с филма „Хамам“, който е представен на 50-ото издание на филмовия фестивал в Кан.
През 1999 г. е режисьор на филма „Последният харем“, който представя измъчената любовната история между любимата на султана Сафие и евнуха Надир, на фона на падането на Османската империя. Историята е написана от Йозпетек с Джани Ромъли. Представен е на няколко международни фестивала.
Ферзан Йозпетек живее в Италия.

## Филмография – режисьор и сценарист
- 1997 Хамам, Hamam
- 1999 Последният харем, Harem Suare
- 2000 Le fate ignoranti
- 2002 Насрещен прозорец, La finestra di fronte
- 2005 Cuore sacro
- 2007 Bir Ömür Yetmez
- 2008 Mükemmel Bir Gün
- 2010 Serseri Mayınlar
- 2012 Şahane Misafir
- 2014 Kemerlerinizi Bağlayın
- 2017 Истанбул червен, İstanbul Kırmızısı
- 2018 Napoli Velata

## Романи
- Rosso Istanbul (2013)
Истанбул червен, изд.: ИК „Колибри“, София (2017), прев. Паулина Мичева
- Sei la mia vita (2015)